# Les Déshérités de la vie
Pour plus de détails, voir Fiche technique et Distribution.
Les Déshérités de la vie (titre original : Die Verrufenen) est un film allemand  muet réalisé par Gerhard Lamprecht, sorti en 1925.

## Synopsis
L'ingénieur Robert Kramer, sorti de prison, n'a d'abord trouvé aucune stabilité dans la vie bourgeoise : sa fiancée l'a quitté, son père l'a chassé parce qu'il "s'est assis". En tant que criminel avec un casier judiciaire, il ne peut pas trouver de travail parce qu'il est considéré partout avec suspicion. Désespéré, il veut mettre fin à ses jours quand Emma, une fille de la rue, le sauve et l'emmène avec elle. Quand Emma et son frère Gustav sont pris dans un braquage et doivent fuir la police, Robert les aide. Sa vie prend un bon tournant : il trouve du travail et un soutien, et obtient même un poste de direction dans une usine de Düsseldorf. Lorsqu'il revient à Berlin pour revoir Emma, il la trouve mourante et doit lui dire au revoir.

## Fiche technique
- Titre : Les Déshérités de la vie
- Titre original : Die Verrufenen
- Réalisation : Gerhard Lamprecht
- Scénario : Luise Heilborn-Körbitz, Gerhard Lamprecht
- Compositeur : Giuseppe Becce
- Direction artistique : Otto Moldenhauer (de)
- Costumes : Waldemar Jabs (de)
- Photographie : Karl Hasselmann
- Production : Ernst Körner (de)
- Société de production : National-Film
- Société de distribution : National-Film
- Pays de production : Allemagne  République de Weimar
- Langue : allemand
- Format : Noir et blanc - 1,33:1 - 35 mm
- Genre : Drame
- Durée : 113 minutes
- Dates de sortie :
  - Allemagne  République de Weimar : 28 août 1925.
  - France : 28 juillet 1926[1].
  - Royaume-Uni : 16 octobre 1927.

## Distribution
- Aud Egede-Nissen : Emma
- Bernhard Goetzke : Robert Kramer, ingénieur
- Mady Christians : Regine Lossen
- Arthur Bergen (de) : Gustav, le frère d'Emma
- Frigga Braut (de) : Waschfrau
- Georg John : le mari de Waschfrau
- Eduard Rothauser (de) : Rottmann, le photographe
- Hildegard Imhof : Gerda
- Frida Richard : Mme Heinicke, la mère de Gerda
- Paul Bildt : M. Kramer, le père de Robert
- Christian Bummerstedt (de) : Lossen, le frère de Regine
- Heinrich Zille : Heinrich Zille
- Rudolf Biebrach : le marchand de bétail
- Aribert Wäscher : Klatte
- Margarete Kupfer : la gouvernante
- Robert Garrison (de) : le tailleur
- Maria Forescu : la femme du tailleur
- Max Maximilian (de) : le chiffonnier
- Sylvia Torf : la femme du chiffonnier
- Rudolf del Zopp (de) : un clochard
- Paul Günther (de) : un clochard

## Production
La production du film est inspirée et encouragée par Adolf Heilborn (de), le frère de la collaboratrice de Lamprecht, Luise Heilborn-Körbitz, qui est médecin, écrivain et ami personnel du peintre et illustrateur Heinrich Zille. Dans son art prévaut le thème des Berlinois de la classe moyenne, qu'il représente aussi bien d'un point de vue patriotique que celui d'un critique social. Ses personnages et scènes proviennent essentiellement des comportements sociaux des groupes marginaux et des habitants des immeubles berlinois (Mietkasernen).
Alors qu'Erich Pommer de Decla et les producteurs de Gloria trouvent le sujet impopulaire et sont réticents à l'aborder, Lamprecht trouve un allié en Franz Vogel (de) d'Eiko Film et producteur de National-Film.
Le film est réalisé dans le studio « Terra-Glashaus », Marienfelde, Berlin-Tempelhof. Il est soumis à la censure pour examen le 20 juillet 1925. Sa première a lieu le 28 août 1925 à Berlin, en même temps au Tauentzien-Palast et à l'Union-Theater Turmstraße.
Les Déshérités de la vie correspond au mouvement artistique de la Nouvelle objectivité.